# Queen of Nations
Il clipper con scafo in legno Queen of Nations è stato una nave mercantile a vela britannica utilizzata dal 1861 al 1881.

## Storia
La nave mercantile a vela Queen of Nations fu costruita presso il cantiere navale Walter Reed di Aberdeen, nel 1861, per la Aberdeen White Star Line di George Thompson, venendo varata il 25 aprile di quell'anno, salpando poco dopo per il suo viaggio inaugurale da Londra a Melbourne. La nave dislocava 827 tonnellate (878 GRT), aveva prua a clipper, ed era stata espressamente costruita per il commercio con l'Australia. 
Vi furono poi tre viaggi per il commercio del tè e della seta verso Shangai.
Dal 1865, la Queen of Nations ritornò sulla rotta commerciale verso i porti australiani di Melbourne, Sydney e Brisbane. Il clipper trasportava carichi di merci generali, tra cui un'ampia varietà di beni, destinati alla colonia in via di sviluppo. Furono effettuati diversi veloci viaggi da Liverpool verso l'Australia e la nave si guadagnò un'ottima reputazione come vettore affidabile. Prima del suo naufragio, nel 1881, furono effettuati circa ventuno viaggi commerciali.
Il 23 febbraio 1881 la Queen of Nations lasciò Londra per Sydney, trasportando a bordo 1.500 tonnellate di carichi misti per un valore di £ 2.700 sterline. Il carico comprendeva 500 rotaie ferroviarie, 100 tubi di caldaia, 250 barili di cemento, 90 botti e 60 quarti di botte di rum 2.000 casse di brandy e 77 casse di birra. La nave era al comando del capitano Samuel Bache, che aveva 21 anni di navigazione alle spalle, ed aveva effettuato 14 viaggi verso l'Australia e aveva precedentemente comandato lo Strathdon. Verso le 6:30 del 31 maggio 1881, mentre si avvicinava a Port Jackson, la nave superò Wollongong proprio mentre albeggiava. Secondo le testimonianze dell'equipaggio il capitano Bache e il suo primo ufficiale, Robert Anderson, erano stati "irrimediabilmente ubriachi" per la maggior parte del viaggio e non si erano quasi mai visti sul ponte.
Bache scambiò alcuni cumuli di carbone in fiamme della vicina miniera di Monte Keira per quelle del faro di ingresso a Port Jackson, e fece virare la nave a vele spiegate in direzione della spiaggia. La Queen of Nations urtò violentemente contro una bassa barriera corallina fuori la spiaggia di Corrimal, di fronte alla foce del Towradgi Creek, appena a nord di Wollongong. Il suo albero maestro si spezzo trascinando con se anche quello di prua.  Stupito dalla piega degli eventi, l'equipaggio tentò di abbandonare la nave, mentre il primo ufficiale, ubriaco, iniziò a sparare con una pistola  minacciando di colpire chiunque avesse tentato di scendere. Fortunatamente per l'equipaggio l'ufficiale era troppo ubriaco per ricaricare la pistola e riuscì ad arrivare a terra, tranne un marinaio che morì annegato nonostante indossasse un giubbotto salvagente. Per diverse ore Bache e Anderson si rifiutarono di lasciare la nave. Nel tardo pomeriggio si imbarcarono a bordo di una imbarcazione che era salpata dalla riva con a bordo un magistrato locale e due agenti di polizia.
La polizia locale e la dogana del Nuovo Galles del Sud cercarono di prevenire i saccheggi. Giovedì 16 giugno erano iniziati i lavori per recuperare quanto più possibile del carico trasportato, con una squadra di salvataggio che gettò in mare i barili di cemento sul lato meridionale del relitto per cercare di formare un frangiflutti.
Il 24 giugno il relitto iniziò a disintragrarsi. Il 1º luglio la parte rimanente dell'albero di trinchetto crollò, seguita poco dopo dall'albero di mezzana, e sabato 2 luglio era rimasta intatta una parte della poppa della nave.
Molte delle bottiglie di brandy arrivarono a riva sulla spiaggia di Bellambi, e tra sabato 2 e domenica 3 luglio il litorale fu visitato da un folto pubblico. Alcuni degli oggetti di carico furno saccheggiati e tra le 12 e le 20 persone si sarebbero ubriacate sulla spiaggia. Entro il 4 luglio, la polizia e la dogana affermarono di aver recuperato più di 5.000 delle 24.000 bottiglie di brandy del carico.
Il 6 luglio gli assicuratori vendettero il relitto e il suo carico per centodieci sterline e le sue barche per 19 sterline. I rottami e parte del carico erano sparsi sulla spiaggia. L'esattore della dogana del NSW, in qualità di funzionario addetto ai relitti e al loro salvataggio, ha cercato di farsi carico del carico recuperato, ma gli spedizionieri lo contestarono e chiesero che tutto il carico recuperato fosse consegnato ai destinatari previsti. Il tesoriere coloniale, James Watson, si dichiarò favorevole agli spedizionieri.

### Inchiesta sulla perdita della nave
Sempre il 16 giugno, il New South Wales Marine Board condusse un'inchiesta sul naufragio. Diversi membri dell'equipaggio testimoniarono e tutti affermarono che Bache era ubriaco per gran parte del viaggio dall'Inghilterra, anche quando la nave si è arenata. Non erano d'accordo sul fatto che Anderson fosse ubriaco. Il carpentiere della nave dichiarò che Anderson lo aveva aggredito il 30 maggio, il giorno prima del naufragio. Un addetto alle vele dichiarò che Anderson era ubriaco il 30 maggio, ma sobrio il giorno del naufragio. Due marinai erano al timone quando la nave si incagliò, ed entrambi affermarono che Anderson era sobrio e uno affermò di non aver mai visto Anderson ubriaco. L'inchiesta convocò Bache a comparire la settimana successiva, per testimoniare sul motivo per cui il suo certificato di comandante non doveva essere sospeso.
Il 23 giugno il capitano Bache testimoniò all'inchiesta, negando di essere ubriaco al momento del naufragio. Disse che il 30 maggio aveva fatto arrestare e mettere ai ferri il carpentiere per aver litigato con un compagno dell'equipaggio. Affermò anche accuse di ubriachezza mosse dall'equipaggio contro di lui erano una cospirazione. Anche Anderson e il secondo ufficiale, James Hennessy, affermarono che Bache era sobrio in quel momento. Un altro capitano, Joseph Amora, dichiarò all'inchiesta di essere a conoscenza di altre due navi i cui timonieri avevano commesso lo stesso errore di Bache. La Commissione l'inchiesta ritenne Bache interamente responsabile della perdita della nave, di gran parte del suo carico e della vita di un membro dell'equipaggio, e sospese il suo certificato di comandante per 12 mesi.
Parti del relitto furono rimosse per decisione del Consiglio della città di Wollongong nel 1968 e nel 1976, sulla base del fatto che la struttura del relitto interferiva con gli utenti della spiaggia. I primi rilievi archeologici del sito relitto sono avvenuti nell'aprile 1991, identificandolo come quello della Queen of Nations.

### Fonti
1. ↑   Richard Ball Spencer, Queen of Nations, su artuk.org, Aberdeen Maritime Museum.
2. ↑  Wrecksite.
3. 1 2 3 4 5 6 7 8 9 10 11 12 13  Environment NSW Government.
4. 1 2 3 4  Australasian Underwater Cultural Heritage Database.
5. 1 2 3  (EN) [By Telegraph.] (from our own correspondent.), in The Sydney Morning Herald, 1º giugno 1881,  p. 6. URL consultato il 30 maggio 2022. Ospitato su Trove.
6. ↑  (EN) Wreck of the Barque Queen of Nations, in Australian Town and Country Journal, 4 giugno 1881,  p. 10. URL consultato il 30 maggio 2022. Ospitato su Trove.
7. ↑  (EN) Stranding of the barque Queen of Nations, in The Sydney Morning Herald, 1º giugno 1881,  p. 6. URL consultato il 30 maggio 2022. Ospitato su Trove.
8. 1 2  (EN) Wreck of the Queen of Nations, in The Evening News, 23 giugno 1881,  p. 2. URL consultato il 30 maggio 2022. Ospitato su Trove.
9. ↑  (EN) Wreck of the Queen of Nations, in The Sydney Morning Herald, 16 giugno 1881,  p. 2. URL consultato il 30 maggio 2022. Ospitato su Trove.
10. 1 2  (EN) The Wreck of the Queen of Nations, in The Sydney Morning Herald, 1º luglio 1881. URL consultato il 30 maggio 2022. Ospitato su Trove.
11. 1 2 3  (EN) The Queen of Nations, in The Daily Telegraph, 5 luglio 1881,  p. 3. URL consultato il 30 maggio 2022. Ospitato su Trove.
12. 1 2  (EN) Wreck of the Queen of Nations, in The Evening News, 17 giugno 1881,  p. 3. URL consultato il 30 maggio 2022. Ospitato su Trove.
13. ↑  (EN) The wreck of the Queen of Nations., in The Daily Telegraph, 24 giugno 1881,  p. 3. URL consultato il 30 maggio 2022. Ospitato su Trove.